# 土雞

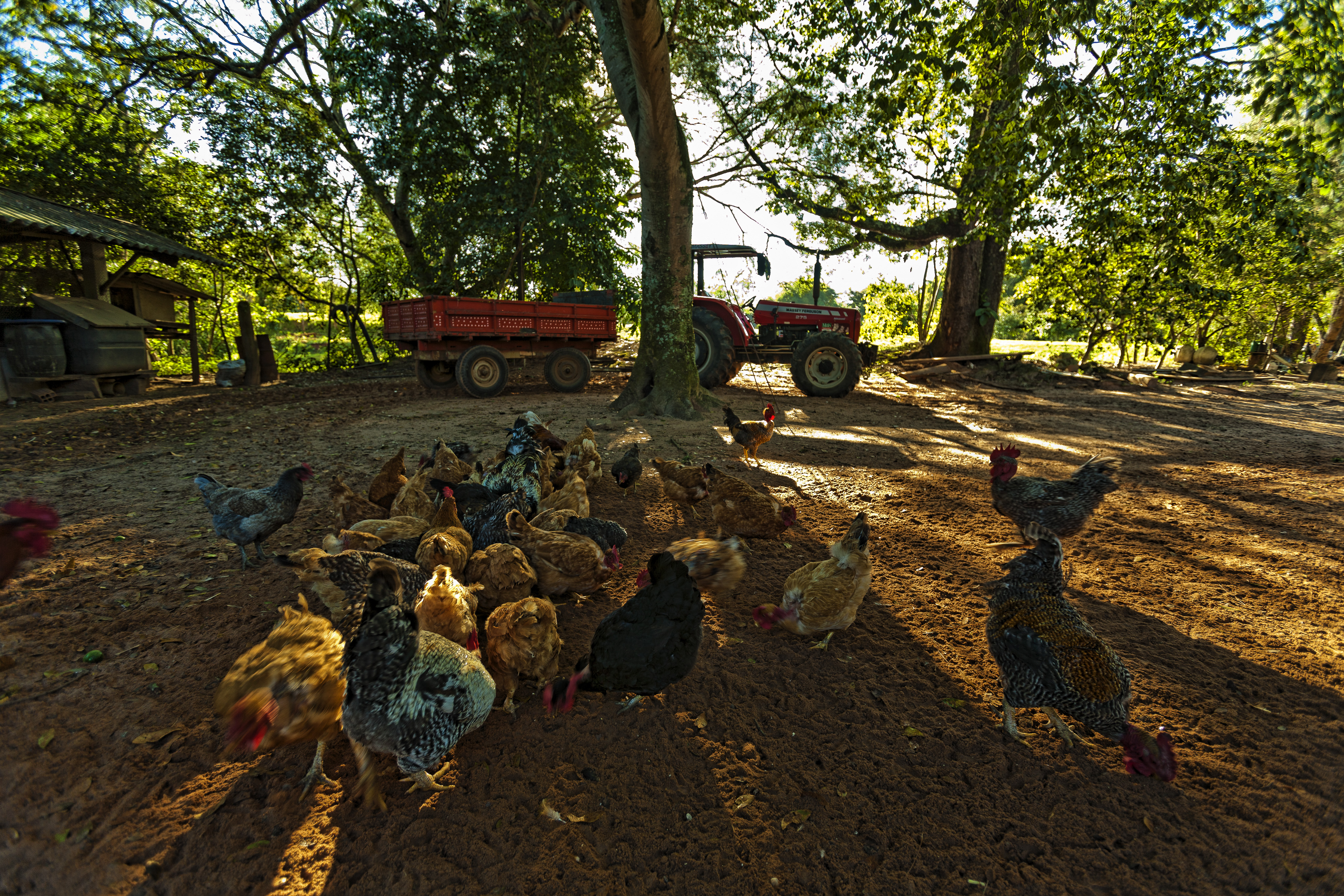
进食的土鸡

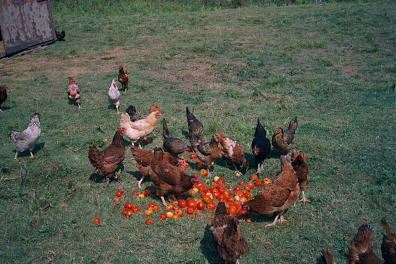
一小群各个品种的土鸡在室外进食

土雞，又稱笨鸡、走地雞、放山雞、跑山雞，是自由放養的鸡。
因為本身生活在山林間，故活動量大，相對的肌肉十分結實，甚至能夠飛行，以大自然的昆蟲為食。其外型毛色以金黃色至紅色或其他花色，大多以金黃色居多，鉛色腳脛。